# Gerarda Rueter

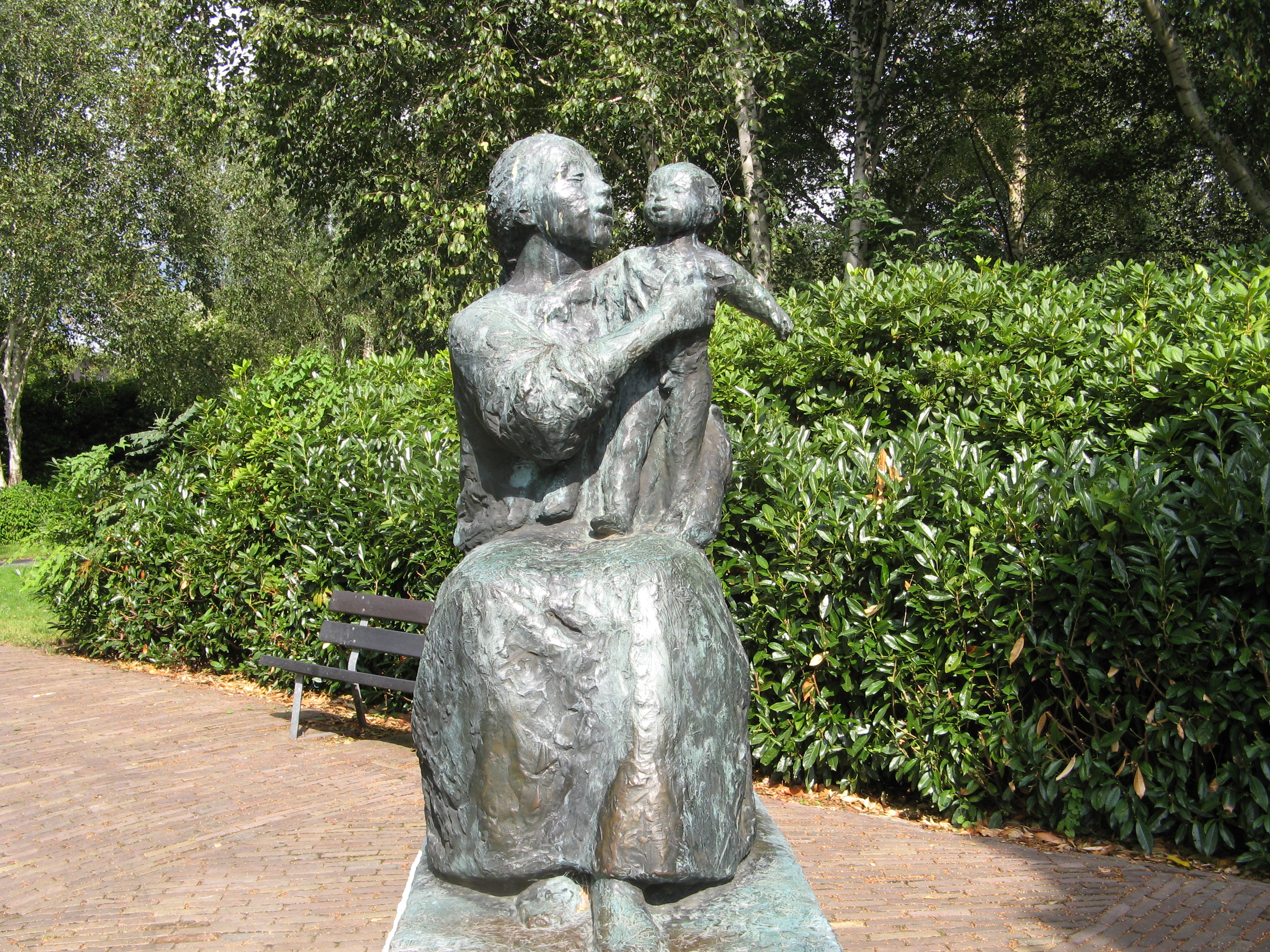
Moeder en Kind (1971)

Gerarda Rueter of Meik Rueter (Sloterdijk, 2 juli 1904 – Amsterdam, 23 november 1993) was een Nederlandse beeldhouwer.

## Leven en werk
Gerarda Rueter was een dochter van het kunstenaarsechtpaar Georg Rueter en Gerarda de Lang. Zij was een zus van de kunstenaars Maria Hofker-Rueter en Pam Rueter. Zij bezocht de Kunstambachtschool voor meisjes en van 1921 tot 1924 volgde zij lessen van Kees Oosschot en Jan Uri aan het Instituut voor Kunstnijverheidsonderwijs in Amsterdam. Zij deed in 1924 met succes toelatingsexamen en studeerde van 1924 tot 1930 beeldhouwkunst bij onder anderen Jan Bronner en Joseph Mendes da Costa aan de Amsterdamse Rijksakademie van beeldende kunsten. In 1929 won zij de zilveren medaille van de Prix de Rome voor beeldhouwkunst. In de jaren 50 was zij lid van De Zeester, een groep van Nederlandse kunstenaressen.
Rueter werkte met de materialen brons, gips, steen, hout en terracotta aan figuurvoorstellingen, portretten en reliëfs voor particuliere verzamelaars (onder andere Waternimf met jongeman en musicerende engel) en aan monumentale kunst voor de openbare ruimte.

## Werken (selectie)

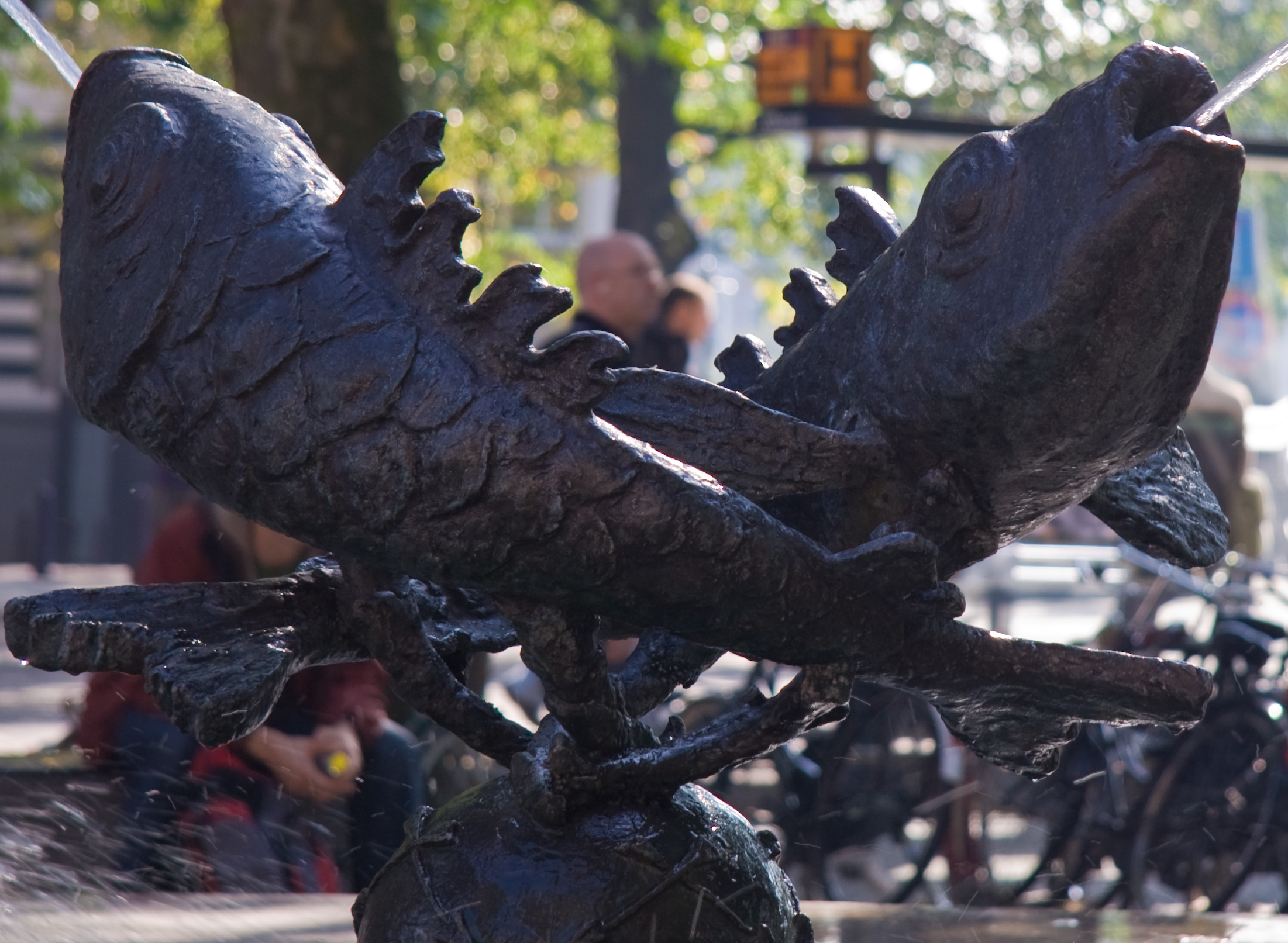
Vissen (1962), Amsterdam

- Gevelreliëf Bokbier (1930), voormalige Amstelbrouwerij, Mauritskade in Amsterdam
- Gedenksteen Carel van Mander (1936), kooromgang Oude Kerk in Amsterdam
- Standbeeld Joost van den Vondel (1937), Warmoesstraat in Amsterdam
- Reliëf voor het parlementsgebouw van Stockholm
- Gedenkteken Maria Montessori (1954), Corellistraat in Amsterdam
- Watersnoodmonument (1956), Kerkhofweg in Melissant
- Monument 1940-'45 in Bos en Lommer (oorlogsmonument) (1957), Bos en Lommerweg in Amsterdam
- Koe en paard (1958), Koepaardbrug in Maassluis
- Gerda op rendier (1962), van Moerkerkenstraat in Haarlem
- Vissen (fonteinbekken)[3] (1962), Leidseplein, tegenover Hotel Americain in Amsterdam - het bassin is in 2005 vervangen door de Hans Snoekfontein genoemd naar de danspedagoge Hans Snoek
- Fluitspelende jongen met meisje (1963), Eikelaan in Krommenie
- Tesseltje (1971), tuin van het Muiderslot in Muiden
- Moeder en kind (1971), Robert Kochplantsoen in Amsterdam
- Johanna de Waanzinnige[4] (1986), beeldentuin Markiezenhof in Bergen op Zoom